# Sanko Miltenović
Sanko Miltenović (1335-1372) fue un noble bosnio de Hum que pertenecía a la familia Sanković.

## Biografía
El padre de Sanko era Milten Draživojević, que poseía el título de župan como su padre, Dražen Bogopenec. Sanko tenía un hermano, Gradoje Draživojević, y una hermana, Radača.
Sanko fue mencionado por primera vez en 1335 como súbdito de Bosnia. Recibió la ciudadanía de la República de Ragusa en 1348 y desde 1366, se le menciona con el título de kaznac. Sanko estaba entre los opositores del ban de Bosnia Tvrtko Kotromanić. Un poco más tarde, en 1368, Sanko se alió con el magnate serbio Nicolás Altomanović.
Después de la muerte de Vojislav Vojinović, en 1363, Sanko extendió su autoridad a las župas de Dabar y Popovo Polje. Además de Dabar, también tenía en sus manos el litoral de Trusina, Popovo y Slansko, lo que prácticamente era todo el este de Hum. Durante varios años, también recibió un mogoriš de los raguseos. En el verano de 1366 se menciona que tenía el título de župan. En dos ocasiones se rebeló contra Tvrtko, pero fue derrotado en ambas, aunque Tvrtko lo perdonó.
Según el cronista Mavro Orbini, Sanko murió durante una emboscada tendida por los hombres de Nicolás Altomanović, cuando se dirigía en apoyo de Ragusa en 1372. Sanko tuvo cuatro hijos, Beljak, Budelja, Sančin, Radič, y una hija, Dragana.